# Daniel Peukmann
Daniel Peukmann (* 4. September 1986 in Schwerte) ist ein deutscher Laiendarsteller.

## Leben und Karriere
Peukmann machte eine Ausbildung zum Rettungssanitäter und Brandmeister.
Peukmann gehörte vom 14. September 2016 (Folge 980) bis 10. Januar 2023 (Folge 2526) zum Hauptcast der Reality-Seifenoper Köln 50667 des Fernsehsenders RTL II, wo er die Rolle des Rettungssanitäters Marc Reuter spielt.
Seit September 2019 ist Peukmann mit seiner Serienpartnerin Carolina Noeding liiert. Am 28. Juli 2022 heirateten die beiden auf Mallorca.

## Filmografie
- 2016–2023: Köln 50667 als Marc Reuter